# Envidiosa
Envidiosa és una sèrie de televisió per internet de comèdia dramàtica romàntica argentina original de Netflix. Segueix la vida de Vicky, una dona que entra en crisi després que la seva parella l'abandona, mentre observa com totes les seves amigues es casen i ella busca reconstruir la seva vida sentimental. És protagonitzada per Griselda Siciliani, Esteban Lamothe, Benjamín Vicuña, Pilar Gamboa, Violeta Urtizberea, Marina Bellati, Bárbara Lombardo, Martín Garabal, Lorena Vega i Susana Pampín.  La sèrie es va estrenar el 18 de setembre de 2024. Simultàniament es va gravar una segona temporada, que es va estrenar el 5 de febrer de 2025. Poco després, Netflix va renovar la sèrie per a una tercera temporada.

## Argument
La història se centra en Victoria (Griselda Siciliani), una dona que porta una relació de deu anys amb Daniel (Martín Garabal), qui quan ho deixen es casa sobtadament amb una noia més jove. A partir d'això, Victoria entra en crisi i més quan veu que tot el seu grup d'amigues comencen a casar-se, per la qual cosa experimenta diversos sentiments que fa que no s'alegri per elles.
No obstant això, enmig d'aquest procés, buscarà rearmar la seva vida amorosa, la qual entra en conflicte quan s'interessa pel seu cap Nicolás (Benjamín Vicuña), un home encantador i que està ben posicionat; i d'altra banda coneix a Matías (Esteban Lamothe), un jove de classe mitjana que treballa en una rostisseria.

## Elenc

### Principal
- Griselda Siciliani com a Victoria «Vicky» Mori
- Esteban Lamothe com a Matías Larsen
- Benjamín Vicuña com a Nicolás Mastronardi (temporada 1; invitat temporada 2)
- Pilar Gamboa com a Carolina Mori
- Violeta Urtizberea com a Lucila «Lu» Pedemonte
- Marina Bellati com a Débora «Debbie»
- Bárbara Lombardo com a Melina Villalba
- Martín Garabal com a Daniel Oribe
- Lorena Vega com a Fernanda
- Susana Pampín com a Teresa

### Secundari
- Leonora Balcarce com a Magalí «Magui» Roldán
- Adrián Lakerman com a Fermín
- Débora Nishimoto com a Mei Huang

### Participacions
- Milla Araújo com a Bruna (temporada 1)
- Patricia Echegoyen com a Diana
- Mimí Ardú com a Silvia
- Camila Peralta com a Laura Mori
- Arturo Puig com a Héctor Mori (temporada 1)
- Germán de Silva com a Luis Larsen (temporada 1)
- Carla Pandolfi com a Marina Iñazú
- José Giménez Zapiola com a Maxi Pasini (temporada 2)
- Agustina Suásquita com a Elena «Leni» (temporada 2)
- Gloria Carrá com a Violeta (temporada 2)

## Episodis
| Temporada | Temporada | Episodis | Episodis | Dates d’estrena        | Dates d’estrena        |
| --------- | --------- | -------- | -------- | ---------------------- | ---------------------- |
|           | 1         | 12       | 12       | 18 de setembre de 2024 | 18 de setembre de 2024 |
|           | 2         | 11       | 11       | 5 de febrer de 2025    | 5 de febrer de 2025    |

### Primera temporada (2024)
| Núm. | Títol                      | Direcció       | Guió             | Data d'emissió original |
| ---- | -------------------------- | -------------- | ---------------- | ----------------------- |
| 1    | «Todo sobre Vicky»         | Gabriel Medina | Carolina Aguirre | 18 de setembre de 2024  |
| 2    | «Barrilete cósmico»        | Gabriel Medina | Carolina Aguirre | 18 de setembre de 2024  |
| 3    | «Ametralladora de likes»   | Gabriel Medina | Carolina Aguirre | 18 de setembre de 2024  |
| 4    | «Leona pero no campeona»   | Gabriel Medina | Carolina Aguirre | 18 de setembre de 2024  |
| 5    | «El juego de la vida»      | Gabriel Medina | Carolina Aguirre | 18 de setembre de 2024  |
| 6    | «Pizza Delivery»           | Gabriel Medina | Carolina Aguirre | 18 de setembre de 2024  |
| 7    | «Todas se casan menos vos» | Gabriel Medina | Carolina Aguirre | 18 de setembre de 2024  |
| 8    | «Rota y roto»              | Gabriel Medina | Carolina Aguirre | 18 de setembre de 2024  |
| 9    | «Historia clínica»         | Gabriel Medina | Carolina Aguirre | 18 de setembre de 2024  |
| 10   | «Un zapato feo y cómodo»   | Gabriel Medina | Carolina Aguirre | 18 de setembre de 2024  |
| 11   | «Mujer quilombo»           | Gabriel Medina | Carolina Aguirre | 18 de setembre de 2024  |
| 12   | «La sirenita»              | Gabriel Medina | Carolina Aguirre | 18 de setembre de 2024  |

### Segona temporada (2025)
| Núm. | Títol                                 | Direcció         | Guió             | Data d'emissió original |
| ---- | ------------------------------------- | ---------------- | ---------------- | ----------------------- |
| 1    | «Choque de frente»                    | Gabriel Medina   | Carolina Aguirre | 5 de febrer de 2025     |
| 2    | «Quien dice el doble, dice el triple» | Gabriel Medina   | Carolina Aguirre | 5 de febrer de 2025     |
| 3    | «Hay un hueco»                        | Gabriel Medina   | Carolina Aguirre | 5 de febrer de 2025     |
| 4    | «La secta»                            | Fernanda Heredia | Carolina Aguirre | 5 de febrer de 2025     |
| 5    | «Viajar en primera»                   | Fernanda Heredia | Carolina Aguirre | 5 de febrer de 2025     |
| 6    | «Ninja del amor»                      | Fernanda Heredia | Carolina Aguirre | 5 de febrer de 2025     |
| 7    | «Pata o muslo»                        | Fernanda Heredia | Carolina Aguirre | 5 de febrer de 2025     |
| 8    | «Segundo Francia»                     | Fernanda Heredia | Carolina Aguirre | 5 de febrer de 2025     |
| 9    | «Mundo de casualidades»               | Fernanda Heredia | Carolina Aguirre | 5 de febrer de 2025     |
| 10   | «Licenciada en maternidad»            | Fernanda Heredia | Carolina Aguirre | 5 de febrer de 2025     |
| 11   | «Un desayuno perfecto»                | Fernanda Heredia | Carolina Aguirre | 5 de febrer de 2025     |

## Producció
A l'octubre de 2023, Netflix va anunciar el desenvolupament de la sèrie sota la producció de Kapow al costat de Adrián Suar com a productor artístic i Carolina Aguirre com la responsable de la redacció del guió, mentre que Griselda Siciliani va ser triada com la protagonista.  Al mes següent, es va informar que Benjamín Vicuña realitzaria una participació estel·lar en la sèrie, mentre que Bárbara Lombardo, Leonora Balcarce i Violeta Urtizberea formaria part de l'elenc estable. Al desembre d'aquest any, es va confirmar que la primera temporada estaria composta per 12 episodis de mitja hora i que la seva estrena seria a finals del 2024.
El rodatge de la sèrie va iniciar a mitjan novembre de 2023.  Al gener de 2024, les gravacions degueren ser suspeses temporalment a causa que Griselda Siciliani va contreure la malaltia per coronavirus. Al febrer d'aquest any, es va revelar que la sèrie estava dirigida per Gabriel Medina i que la resta de l'elenc principal estava conformat per Esteban Lamothe, Pilar Gamboa, Martín Garabal i Marina Bellati. Simultàniament,  es va gravar una segona temporada també constituïda per 12 episodis, el rodatge dels quals va concloure al juliol de 2024.
El 17 de març de 2025, van iniciar les gravacions de la tercera temporada. Aquest mateix mes, es va confirmar la incorporació de María Abadi a l'elenc. A l'abril del mateix any, es develó que la cantant Nicki Nicole realitzaria una participació especial.

## Recepció

### Comentaris de la crítica
La sèrie va rebre crítiques positives per part de la premsa. Natalia Trzenko de La Nación va assenyalar que «hi ha moltes coses que estan bé i fins a molt bé amb aquesta comèdia romàntica, que compleix amb molts dels requisits fonamentals del gènere». A més, va elogiar l'actuació de Siciliani dient que és «expressiva, especialment talentosa per a la comèdia física, l'actriu passa d'interpretar les situacions més ridícules a les seqüències més emotives i sempre encerta».
En una ressenya per a Cadena 3 Argentina, Francisco Vidal va escriure que Envidiosa «és àgil i divertida», «s'adapta bé als temps que corren i té un aire juvenil que es reflecteix en bones cançons del indie que donen tancament als capítols» i «Siciliani brilla en un paper desafiador de satiritzar o caricaturitzar a una dona obsessionada»..

### Premis i nominacions
| Llista de premis i nominacions | Llista de premis i nominacions  | Llista de premis i nominacions                       | Llista de premis i nominacions | Llista de premis i nominacions | Llista de premis i nominacions |
| Any                            | Organització                    | Categoria                                            | Nominat/a(s)                   | Resultat                       | Ref(s)                         |
| ------------------------------ | ------------------------------- | ---------------------------------------------------- | ------------------------------ | ------------------------------ | ------------------------------ |
| 2024                           | Premis Martín Fierro Latino     | Labor actoral en tv i plataformes                    | Benjamín Vicuña                | Nominat                        | [ 19 ]                         |
| 2024                           | Premis Martín Fierro de la Moda | Actriu amb millor estil en ficció                    | Griselda Siciliani             | Nominat                        | [ 20 ] [ 21 ]                  |
| 2024                           | Premis Martín Fierro de la Moda | Actor amb millor estil en ficció                     | Benjamín Vicuña                | Guanyador                      | [ 20 ] [ 21 ]                  |
| 2024                           | Premis Martín Fierro de la Moda | Actor amb millor estil en ficció                     | Esteban Lamothe                | Nominat                        | [ 20 ] [ 21 ]                  |
| 2024                           | Premis Cóndor de Plata          | Millor sèrie dramàtica o de comèdia                  | Envidiosa                      | Guanyador                      | [ 22 ]                         |
| 2024                           | Premis Cóndor de Plata          | Millor actriu protagonista                           | Griselda Siciliani             | Guanyador                      | [ 22 ]                         |
| 2024                           | Premis Cóndor de Plata          | Millor actriu de repartiment                         | Lorena Vega                    | Guanyador                      | [ 22 ]                         |
| 2024                           | Premis Cóndor de Plata          | Millor actriu de repartiment                         | Pilar Gamboa                   | Nominat                        | [ 22 ]                         |
| 2024                           | Premis Cóndor de Plata          | Millor actor de repartiment                          | Esteban Lamothe                | Nominat                        | [ 22 ]                         |
| 2024                           | Premis Cóndor de Plata          | Millor guió original                                 | Carolina Aguirre               | Guanyador                      | [ 22 ]                         |
| 2024                           | Premis Cóndor de Plata          | Millor música original                               | Juan Blas Caballero            | Nominat                        | [ 22 ]                         |
| 2024                           | Premis Cóndor de Plata          | Millor direcció de càsting                           | Soledad Correa                 | Nominat                        | [ 22 ]                         |
| 2024                           | Premis Cóndor de Plata          | Millor disseny de so                                 | José E. Caldararo              | Nominat                        | [ 22 ]                         |
| 2024                           | Premis Cóndor de Plata          | Millor direcció                                      | Gabriel Medina                 | Nominat                        | [ 22 ]                         |
| 2025                           | Premis Luces                    | Millor ficció                                        | Envidiosa                      | Nominat                        | [ 23 ]                         |
| 2025                           | Premis Aura                     | Millor actuació en sèrie de comèdia                  | Griselda Siciliani             | Nominat                        | [ 24 ]                         |
| 2025                           | Premis Aura                     | Millor guió                                          | Carolina Aguirre               | Nominat                        | [ 24 ]                         |
| 2025                           | Premis Platino                  | Millor actor de repartiment en minisèrie o telesèrie | Benjamín Vicuña                | Nominat                        | [ 25 ]                         |